# Estrecho de Le Maire

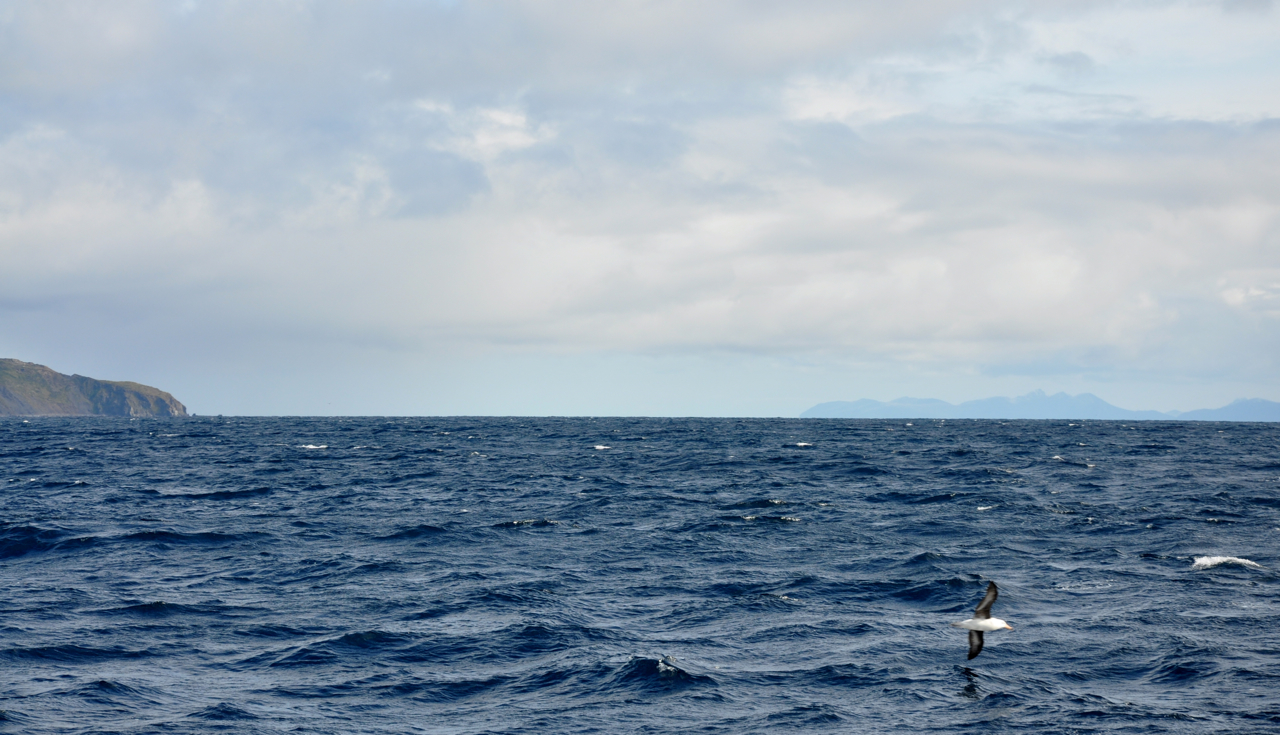
Estrecho de Le Maire o de San Vicente, con la Península Mitre de Tierra del Fuego a la derecha y la Isla de los Estados a la izquierda.

El estrecho de Le Maire o de San Vicente es un pasaje marítimo del océano Atlántico localizado en el extremo meridional de América del Sur, que separa la isla Grande de Tierra del Fuego —al oeste— y la isla de los Estados —al este— comunicando el mar Argentino con el mar de la Zona Austral. 
La boca norte del estrecho de Le Maire se extiende por 37,7 km entre el cabo San Diego —extremo oriental de la isla Grande de Tierra del Fuego— y el cabo San Antonio en la isla de los Estados. La boca sur se extiende por 43,6 km entre el cabo Buen Suceso en la isla Grande de Tierra del Fuego y el cabo San Bartolomé en la isla de los Estados.
Antes de que se construyera el canal de Panamá (inaugurado en 1914), el estrecho era muy frecuentado por los veleros y barcos del comercio marítimo internacional desde y hacia el paso de cabo de Hornos. La ruta marítima, que evita pasar al este de la isla de los Estados, sigue siendo difícil de navegar por sus estrechas y fuertes corrientes, la presencia importante de kelp y especialmente de un viento recio de la Patagonia, el williwaw. Es por ello que se han producido en sus aguas un gran número de naufragios. Es recorrido hoy día por barcos pesqueros, buques mercantes locales, cruceros, grandes petroleros (demasiado grandes para el canal de Panamá), raros veleros privados y veleros en curso de la vuelta al mundo. Este estrecho, controlado por Argentina, ha sido una ruta de acceso marítimo vital para el vecino Chile el cual ejerce derecho de libre navegación para sus barcos civiles y militares, según lo indica el Tratado de Paz y Amistad del año 1984.
Está señalado al sur por el faro Buen Suceso que se encuentra en la península Mitre y por el faro Le Maire en la isla de los Estados, librado al servicio el 28 de febrero de 1926. Hacia el norte, el faro San Diego ya no está en funcionamiento. Los militares del pequeño destacamento de la Armada Argentina de la bahía Buen Suceso proporcionan vigilancia y seguridad del tráfico marítimo del proceloso estrecho.
El pingüino de Magallanes se encuentra habitualmente en el estrecho de Le Maire, existiendo una colonia de cría en la isla de los Estados.

## Historia

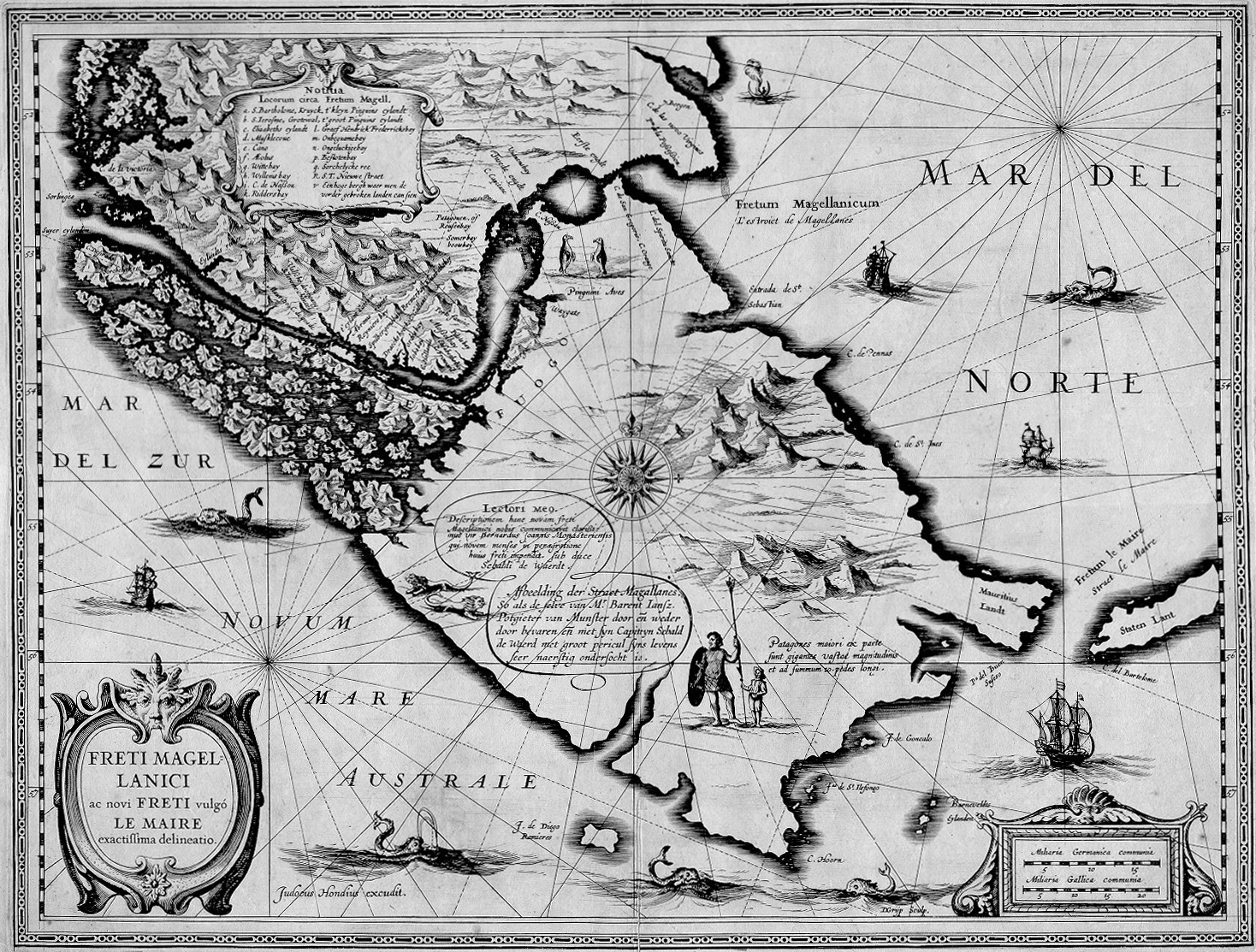
Mapa neerlandés (circa 1628).

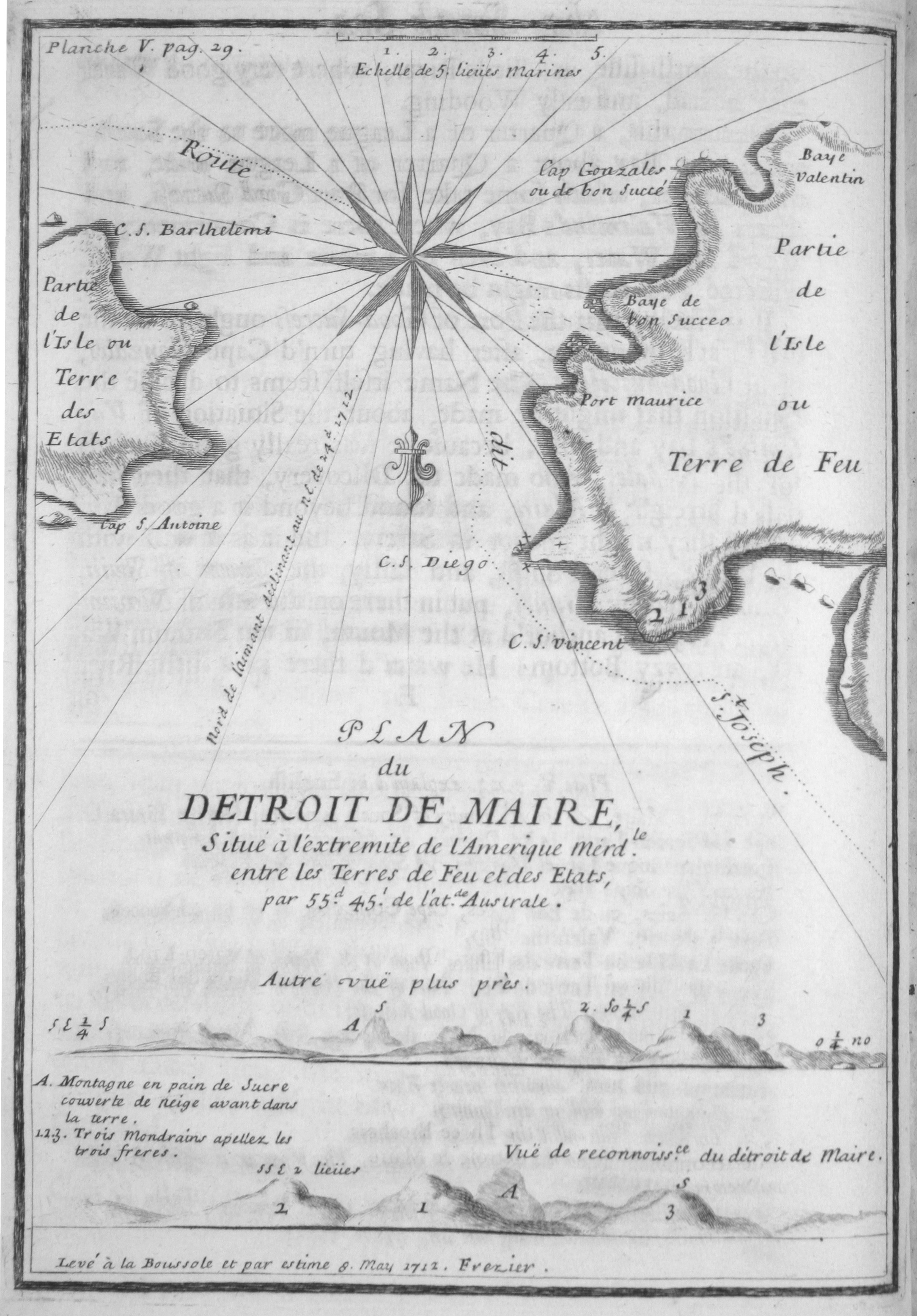
Mapa del libro A voyage to the south-sea and along the coasts of Chili and Peru in the years 1712, 1713 and 1714 ... by Monsieur Frezier, 1717.

Se supone que el estrecho de Le Maire era frecuentado por los canoeros yámanas, que denominaban Chuanisin —isla de la Abundancia— a la isla de los Estados, y representaba un importante papel en la mitología de los haush que vivían en la isla Grande de Tierra del Fuego.
El estrecho fue descubierto por los navegantes neerlandeses Jacob Le Maire —de quien recibió el nombre— y Willem Schouten, el 24-25 de enero de 1616, cuando intentaban hallar una ruta hacia el océano Pacífico. Pocos días después, el 29 de enero, pasaron al sur del cabo de Hornos.
Para verificar el descubrimiento, España envió la expedición García de Nodal que el 22 de enero de 1619 ingresó en el estrecho de Le Maire, al que denominaron estrecho de San Vicente. En 1624 pasó por el estrecho de Le Maire la expedición neerlandesa de Jacques L'Hermite, permaneciendo un mes en él. El almirante holandés Hendrick Brouwer circunnavegó la isla de los Estados en 1643. En 1789 atravesó el estrecho de Le Maire la expedición Malaspina de la Corona española.